# 朱国标
朱国标（1963年2月—），江苏泗阳人，生于山西岚县，中国人民解放军中将。
朱国标父亲朱玺贤1948年入伍，在华东军区战编12纵队机要大队当通信兵，1951年入朝作战，先后荣立大功一次，二等战功两次，三等战功一次。朝鲜战争后到山西岚县武装部工作，后升任运城军分区副司令员。朱国标1979年高考预考时考出了岚县第二名，并最终被石家庄步兵学校录取，成为县武装部干部子弟有史以来第一个考上大学的孩子。1988年被授予上尉军衔。曾任总政治部正师职干部，北京卫戍区警卫1师政治委员，总政治部纪律检查部副部长。2016年1月，任中央军委纪律检查委员会专职委员。2018年12月，任国防大学副政治委员。2020年9月，升任火箭军纪委书记。2023年12月，转任武警部队副政委。
2020年9月晋升中将军衔。中共十九届中央纪律检查委员会委员。